# Garreta diffinis
Garreta diffinis är en skalbaggsart som beskrevs av Waterhouse 1890. Garreta diffinis ingår i släktet Garreta och familjen bladhorningar. Inga underarter finns listade i Catalogue of Life.